# Lijst van rassen uit Star Wars (U-Z)
Dit is een lijst van rassen uit de Star Warsfilmserie met een beginletter in de reeks U tot en met Z.

## Ubese
Ubese zijn humanoïde wezens die voornamelijk als huursoldaten of premiejagers werken. Ze zijn erg agressief. Hun thuiswereld is niet bekend, maar volgens geruchten had de Galactische Republiek de Ubese’s planeet in vroegere tijden gebombardeerd. De Ubese leven teruggetrokken in geheime genootschappen. Ze koesteren een grote haat tegen de Jedi, dus gebruiken ze vooral wapens die een lichtzwaard kunnen weerstaan.

## Ugnaught

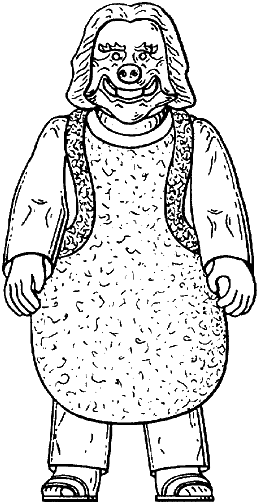
Een Ugnaught

Ugnaughts zijn een ras van de planeet Gentes, in het Anoatsysteem. Ze zijn ongeveer een meter lang en hebben een levensverwachting van 200 jaar.
Ugnaughts zijn een vredelievend ras. Banen en vaardigheden worden van ouders op kinderen doorgegeven.
Drie stammen van Ugnaughts waren in Cloud City in de film “The Empire Strikes Back” te zien. Veel Ugnaughts vluchtten weg uit de stad toen het keizerrijk de stad innam, maar keerden na de val van het keizerrijk terug.

## Umbaran
Umbarans verblijven in de duistere wereld van Umbara, diep in de Ghost Nebula. Ze hebben de gave om mensen te manipuleren of zelfs te beheersen.

## Unu
Unu zijn een van de subrassen van de Killiks. Ze verzorgden de Jedi Raynar Thul toen hij op hun planeet neergestort was. Ze komen voor in de The Dark Nest trilogie van Troy Denning.

## Utai
De Utai zijn een van de twee rassen die de planeet Utapau bewonen. Hun ogen zitten op lange steeltjes. Verder hebben ze een kort lichaam, twee tenen per voet en drie vingers per hand.
De Utaigemeenschap leeft samen met die van de Pau'an. De Utai zijn alleen in Star Wars: Episode III: Revenge of the Sith te zien.

## Utapaun
De oorspronkelijke bewoners van Utapau. Ze zijn in twee subrassen onder te verdelen: de grotere Pau'ans en de kleinere Utai.

## Vaathkree
Dit ras is van de planeet Vaathkree afkomstig. Ze lijken van steen en metaal te zijn gemaakt, maar dat is slechts hun pantser. Ze staan bekend om hun religie.

## Varactyl
Een Varactyl is een fictieve gedomesticeerde diersoort van de planeet Utapau en zijn snelle grote hagedissen die zich voortbewegen op vier poten. Vlak achter het hoofd, in de nek en op de rug zitten pluimen. Ze hebben een puntige bek die verstevigd is met een benige kam die van de bek naar het voorhoofd loopt. De klauwen zijn scherp en hebben veel grip, waardoor ze makkelijk muren en grotten kunnen beklimmen.
Vrouwelijke Varactyls zijn opvallender dan mannelijke. De vrouwtjes hebben verschillende felle kleuren waar de mannetjes meestal één kleur hebben. Een nest bestaat uit ongeveer 12 eieren die in twee maanden uitgebroed worden. De mannetjes hebben op het midden van hun rug een kam die ze op kunnen zetten. Hiermee imponeren ze de vrouwtjes om een partner te vinden. De natuurlijke vijand van de Varactyl is de Dactillion. Dactillion eten de eieren en de kinderen van Varactyl en zijn daardoor geduchte roofdieren.
Varactyls eten vooral mossen en wortels van bomen en planten. De huid is bestand tegen water en de dieren waren uitstekende zwemmers. Ze zwemmen alleen overdag, omdat er 's nachts te veel roofdieren op de loer liggen.
Varactyl komen voor in Star Wars: Episode III: Revenge of the Sith.
De meest bekende Varactyl is Boga. Boga werd gebruikt door Obi-Wan Kenobi tijdens de Slag om Utapau. Hier werd ze gebruikt als rijdier om de vluchtende Generaal Grievous achterna te gaan. Wanneer Bevel 66 was gegeven reed Obi-Wan op Boga, tegen een wand toen ze allebei neer werden geschoten door Clone Troopers.

## Veknoid
Veknoids, ook wel Velkoids genoemd, zijn een volk dat op de planeet Moonu Mandel woont. De beroemde podracer Teemto Pagalies was een Veknoid, evenals Jedimeester Zao.

## Vella
Vella zijn de amfibische inwoners van de planeet Velreone.

## Verpine
De Verpine bewonen het Roche asteroïdeveld alwaar ze de maatschappij Slayn & Korpil beheren. Ze kunnen via een organisch radiosignaal via hun antennes met elkaar communiceren. Ze kunnen ook met het blote oog microscopische beschadigingen zien, wat hen tot uitstekende monteurs maakt.

## Vodran
De Vodrans zijn een ras van 1.8 meter lange humanoïde reptielen. Ze hebben een harde huid die qua kleur van olijf tot bruin varieert. Ze zijn warmbloedig. De Vodrans komen van de gelijknamige planeet.
Voor de oprichting van de Galactische Republiek werden Vodrans door Dojundo the Hutt benaderd. Hij was een afgezant van de Hutts, die hen vroeg in de oorlog tegen Xim the Despot te hulp te komen. De Vodran gingen akkoord. Na verloop van tijd gingen de Vodran zelfs de Huttcultuur als hun eigen cultuur zien.

## Vor
De Vor zijn een pterosaur-achtig ras van de planeet Vortex. In conflicten vertrouwen ze liever op hun sterke moraal en intellect dan op brute kracht.

## Vornskr
De Vornskr is een op de hond lijkende diersoort van de planeet Myrkr en met hulp van De Kracht jaagt. De nachtdieren hebben een bruine vacht, rode ogen en een giftige staart. De Vornskrs komen niet in de Star Wars-saga zelf voor, maar wel in de spellen Star Wars: Empire at War: Forces of Corruption en Jedi Knight: Mysteries of the Sith.

## Voxen
de Voxen zijn een reptielachtig ras bekend om hun sterk verdedigingsmechanisme. Ze zijn zeer wendbaar, hebben giftige uitsteeksels aan hun lichaam, en kunnen zuur spuwen. Ze werden door de Yhuzzan Vong tijdens de "New Jedi Order" periode ingezet.

## Vratix
De Vratix zijn oorspronkelijke inwoners van de planeet Thyferra. Ze zijn essentieel voor de vervaardiging van het geneesmiddel Bacta. De Vratix zijn talrijker dan de menselijke inwoners van de planeet, maar worden toch als een minderwaardig ras beschouwd.
De Vratix zijn humanoïde insecten. Ze hebben grote facetogen en drie paar poten.

## Vulptereen
Vulptereen zijn een ras van de planeet Vulptereen. De podracer Dud Bolt was een van hen.

## Vurk
Vurks zijn een reptielachtig ras met donkere ogen en het uiterlijk van een parasaurolophus. Ze komen van de planeet Sembla, een waterrijke wereld.
De Vurks zijn nomaden en worden vaak door andere rassen als primitief gezien.
Jedimeester Trebor was een Vurk.

## Wampa
Wampas zijn roofdieren van de planeet Hoth. Ze lijken qua uiterlijk nog wel het meest op Yeti’s. Ze hebben een witte vacht en klauwen aan hun handen. Ze voeden zich met rauw vlees.
Deze omnivoren vielen geregeld de rebellen aan tijdens hun verblijf in Echo Base op de planeet Hoth. Een wampa viel Luke Skywalker aan toen die op patrouille was op Hoth, en nam hem mee naar zijn grot. Luke kon ontsnappen door met zijn lichtzwaard een arm van de Wampa af te hakken. Skywalker heeft daar een litteken aan overgehouden.

## Weequay
Een ras van humanoïde wezens afkomstig van de planeet Sriluur. Ze hebben een harde huid die bij vrijwel elk individu door de zandstormen op hun planeet is aangetast. Hun ogen zijn donker en liggen diep in hun kassen.
Weequay hebben tradities die sterk in hun religie geworteld zijn. Veel van hun cultuur draait om het aanbidden van meerdere goden. Ze worden vaak als bodyguards door de Hutts ingezet.

## Wharl
Wharls is een andere naam voor de Tchuukthai.

## Whill
Whills zijn een vage referentie naar een relatief alom aanwezige, maar toch afstandelijke orde. Toen George Lucas begon met zijn Star Wars project, was hij eerst van plan de Whills als verteller op te laten treden. Volgens fans van de films was Yoda deels door de Whill getraind, maar George Lucas ontkent dit.

## Whiphid
Whiphids zijn kleine gespierde wezens met grote horens. Ze komen van de planeet Toola. Whiphid zijn grote jagers, en exporteren ijs naar andere planeten. Ze kunnen zich ook om te genezen van grote verwondingen in een coma-achtige toestand geraken.
Een bekende Whiphid was J'Quille, die voor Jabba de Hutt werkte, maar ooit probeerde Jabba te vermoorden.
Veel Whiphids werken in de onderwereld.

## Wirutid
Een Wirutid is een zeer intelligent soort schimmel die ter bescherming een menselijke gedaante kan aannemen.

## Wol Cabasshite
De Wol Cabasshites zijn een uniek voorbeeld van een cultuur die zich tot intelligent leven ontwikkeld heeft zonder technologie nodig te hebben. Hun levenscyclus is voor de meeste buitenstaanders bizar te noemen.
Wol Cabasshites kunnen in zeer erbarmelijke omstandigheden, waaronder ook het vacuüm van de ruimte, overleven. Met een plasmarijk dieet en een buitengewoon hoge hoeveelheid metaal in hun bloed kunnen Wol Cabasshites rondom zichzelf een magnetisch veld opwekken. Met dit veld kunnen ze onder andere tot op 25 meter afstand met elkaar communiceren. Ze kunnen er ook magnetische velden van apparaten mee beheersen.
Wol Cabasshite planten zich vooral aseksueel voort.

## Wroonian
Wroonians zijn een humanoïde ras met een blauwe huid. Ze komen van de planeet Wroona.

## X'ting
De X'ting zijn een insectachtig ras van de planeet Cestus. Ze kunnen om de drie jaar van geslacht veranderen. In de roman Cestus Deception werd vermeld dat ze met uitsterven worden bedreigd.

## Xexto
De Xexto zijn 1.3 meter lange wezens met vier armen, twee benen en een lange nek. Ze komen van de planeet Troiken. Een bekende Xexto is de podracer Gasgano. Ook Jedimeester Yarael is een Xexto.

## Yam'rii
De Yam'rii, eveneens bekend onder de naam Huk (een Kaleeshe vertaling, betekenend "zielloze insecten"), waren een op insecten lijkend ras afkomstig van de planeet Huk in de Star Wars-films.
De Yam'rii werden tot slaven gemaakt door buitenwerelders in 37 BBY, maar ze bevrijdden zichzelf in het daaropvolgende jaar.
De Yam'rii waren in een constante oorlog met de Kaleesh van de nabijgelegen planeet Kalee, vele jaren voor de Kloonoorlogen, in een conflict dat de Huk-oorlog werd genoemd. Toen Generaal Grievous de Kaleeshe bevelhebber werd, vroegen de Yam'rii de Republiek om hulp, maar deze slaagde er niet in de gemoederen te bedaren en sympathie te verkrijgen van de Kaleesh voordat de InterGalactische Bankiersclan Grievous hun partij liet kiezen.
Jaren later waren de Yam'rii deel van de Galactische Federatie van Vrije Allianties; tijdens de Zwermoorlog waren ze een van de vele insectachtige rassen die partij kozen en vochten voor de Killiks.

## Y'bith
De Y'bith zijn een subras van de Bith, een volk van de planeet Clak'dor VII. De Bith bouwden miljoenen jaren geleden al grote steden op hun planeet. 300 jaar geleden brak er echter een burgeroorlog uit, waarin een biologisch wapen werd gebruikt. De meeste Bith kwamen om, maar sommigen ontwikkelden een immuniteit voor het wapen en werden Y'bith, wat te vertalen is als "Spook Bith."
De Y’bith staan bekend om hun vaardigheden op het gebied van biologie. Ze worden maar ten dele geaccepteerd door de Bithcultuur.
De Y'bith streven er al naar in de Galactische gemeenschap aanvaard te worden. Ze hebben zich ook op andere werelden gevestigd, waaronder Nar Shaddaa en Coruscant.

## Yaka
De Yaka zijn een ras van bijna menselijke cyborgs. Ze werden cyborgs nadat hun thuisplaneet eeuwen geleden werd aangevallen door de superintelligente Arkanians. Zij dwongen de Yaka een operatie te ondergaan die hen tot cyborgs maakte.
Yaka’s zijn een stuk slimmer dan ze eruitzien. Een bijeffect van de implantaten is dat ze een bizar gevoel voor humor hebben.

## Yevetha
Yevetha zijn een ras van skeletachtige humanoïden. Het ras is erg zeldzaam, en sommigen beweren zelfs dat ze al uitgestorven zijn. Ze komen/kwamen van de planeet N'zoth, vlak bij de diepe kern van het Star Warssterrenstelsel.
De Yevetha waren enorm op zichzelf en beschouwden alle andere rassen als ongedierte. In het Galactische Keizerrijk werden ze ingezet als monteurs, vooral vanwege hun ervaring op het gebied van technologie. De Yevetha kwamen echter in opstand, namen de Black 15 hangar over, en maakten de keizerlijke soldaten aldaar tot slaven.
In hun gloriedagen hadden de Yevetha een groot aantal Imperial Star Destroyers, Interdictor Cruisers en hun eigen schepen tot hun beschikking.

## Yoda’s Ras
Een ras wiens echte naam niet bekend is, en waarvan Yoda, grogu en Yaddle (een vrouw van dit ras uit The Phantom Menace de enige leden zijn die in de films genies worden. Ze zijn kleine groen humanoïde aliens met puntige oren, en drie vingers aan elke hand.

## Yuuzhan Vong
De Yuuzhan Vong zijn een ras van buiten het Star Warssterrenstelsel. Ze zijn in de The New Jedi Order-boekenreeks de voornaamste tegenstanders.
De Yuuzhan Vong komen van een levende planeet. Al hun technologie en machines zijn biologisch van aard. Ze kunnen niet gedetecteerd worden middels de Kracht, en zijn immuun voor rechtstreekse kracht-aanvallen.
De Yuuzhan Vong zien het als hun missie het universum te ontdoen van technologie, daar volgens hun geloof biologische machines zoals zij die hebben de toekomst zijn. Toen het Galactische Keizerrijk was gevallen maar de nieuwe Republiek nog in de kinderschoenen stond, zagen de Yuuzhan Vong hun kans om het sterrenstelsel binnen te dringen.

## Yuzzem
De Yuzzem zijn een groot machtig ras van zoogdierachtige wezens. Ze lijken qua uiterlijk op Wookiees, maar dan met een meer wolfachtig uiterlijk. De meeste waren ten tijde van het Galactische Keizerrijk tot slaven gemaakt. Hun thuisplaneet is Ragna III.

## Yuvernian
De Yuvernians zijn een soort reptiel/paard-hybriden van de planeet Yuvern. Een Yuvernian genaamd Cane Adiss was te zien in Jabba’s paleis in Episode: VI.

## Yuzzumi
De Yuzzums zijn zoogdieren met een vacht, een brede mond bovenop hun hoofd en lange benen. Ze wonen op de bosmaan Endor, en zijn minder intelligent dan Ewoks. Ze jagen in groepen. Sommige Yuzzumi zijn door andere rassen tot huisdier gemaakt.

## Zeltron
Dit ras verscheen voor het eerst in de originele Marvel Comics Star Wars serie.
De Zeltrons zijn een bijna menselijk ras van de planeet Zeltros. Hun huid is helder roze tot diep rood, een kleur die ze aan de straling van hun zon te danken hebben. Ze kunnen sterke feromonen afscheiden, die op zowel een individu als een hele groep effect hebben.
Zeltrons kunnen gevoelens van anderen voelen, en hun eigen gevoelens op anderen overbrengen. Derhalve is hun liefde en comfort voor hen erg belangrijk. Hun overheid zorgt ervoor dat niemand van de Zeltrons ongelukkig is. Ze geven niet veel om planetaire verdediging of militaire strijdkrachten. Desondanks zijn ze wel bedreven vechters die te allen tijde hun conditie op peil houden.

## Zhell
De Zhell zijn vermoedelijk een oud ras waar de mens uit geëvolueerd is. Ze waren dominant op Coruscant tot de Taung de planeet overnamen.